# Psarocolius guatimozinus
Psarocolius guatimozinus е вид птица от семейство Трупиалови.

## Разпространение
Видът е разпространен в Колумбия и Панама.